# Chupinguaia
Chupinguaia est une municipalité brésilienne située dans l'État du Rondônia.